# Flughafen Perpignan

i7
i11
i13
Der Flughafen Perpignan (franz. Aéroport de Perpignan-Rivesaltes, IATA-Code: PGF, ICAO-Code: LFMP) ist ein Verkehrsflughafen bei Perpignan im Département Pyrénées-Orientales im Süden Frankreichs.

## Lage und Verkehrsanbindung
Der Flughafen liegt etwa 5 Kilometer nordwestlich von Perpignan. Es besteht eine regelmäßige Busverbindung vom Flughafen in die Stadt, zudem stehen am Flughafenterminal Taxis bereit.

## Geschichte
Die Fliegerei am heutigen Flughafen begann bereits 1910 durch den Aéroclub du Roussillon.
Nach dem Ersten Weltkrieg wurde das Aérodrome de la Llabanère am 13. Mai 1923 eröffnet. In den 1920er Jahren war der Flugplatz eine Etappenstation der Aéropostale für Flüge nach Nordafrika. Nach Ausbruch des Spanischen Bürgerkriegs kamen hier ab Sommer 1936 viele Flüchtlinge an und in Gegenrichtung brachen hier viele Journalisten nach Spanien auf.
Nach Ausbruch des Zweiten Weltkrieges lag hier ab Ende 1939 bis Mai 1940 die 114. Squadron der britischen Royal Air Force, eine Blenheim-Bomberstaffel. Nach der Besetzung Vichy-Frankreichs Ende 1942 durch die deutsche Wehrmacht übernahm ein Kommando der deutschen Luftwaffe den Flugplatz. Er wurde umgehend Basis der 2. Staffel der Jagdgruppe West mit Bf 109E/F/G und Fw 190A, die hier bis in den Februar 1943 verblieb.
In der Zeit ab 1945 wurde Perpignan Ausgangsort von Fluglinien nach Algerien und Marokko. Mit dem Beginn der Vermarktung der Costa Brava in den 1950er Jahren wurde der Flughafen Ziel britischer Charterflüge.
Ein neues und größeres Passagierterminal entstand zwischen 1963 und Juli 1965 mit einer Teileröffnung im April 1964. Wenige Monate zuvor, im Februar 1964, wurde der Flugplatz zu einem internationalen Flughafen umklassifiziert. Er war damals fünftgrößter Flughafen des Landes. Im Jahr 1977 wurde er Aéroport International Perpignan-Rivesaltes umbenannt.
Nach fünfzig Jahren des Betriebs durch die örtliche Industrie- und Handelskammer, Chambre de commerce et d’industrie de Perpignan et des Pyrénées-Orientales, übernahm die Firma Veolia den Betrieb des Flughafens am 22. April 2011.

## Betrieb
Der Flughafen wird von Veolia und dem Département Pyrénées-Orientales betrieben und kann auf einer Gesamtfläche von 1715 m² jährlich bis zu 700.000 Passagiere abfertigen. Die Start- und Landebahn 15/33 ist mit einem Instrumentenlandesystem der CAT I ausgestattet sowie in Richtung 15 mit einem Precision Approach Path Indicator.

## Fluggesellschaften und Ziele
Perpignan verfügt Stand 2025 über eine regelmäßige Linienverbindung der Transavia Airlines nach Paris-Orly sowie der Ryanair nach Agadir. Darüber hinaus bestehen Verbindungen der Ryanair nach Birmingham, Brüssel, Leeds, London Stansted und Marrakesch. Die Flughäfen Lille und Nantes werden von Volotea, Dublin von Aer Lingus sowie Oran von ASL Airlines angeflogen.

## Zwischenfälle
- Am 8. Dezember 1950 kollidierte eine Douglas DC-3/C-47B-25-DK der französischen Air Atlas (Luftfahrzeugkennzeichen F-BAXY) auf dem Flug von Casablanca (Marokko) zum Flughafen Perpignan mit dem Col de l'Ouillat, 28 Kilometer südlich des Zielflughafens. Von den sieben Insassen wurden 5 getötet, alle drei Besatzungsmitglieder und zwei Passagiere.[3]

- Am 7. Oktober 1961 wurde eine Douglas DC-3/C-47B-30-DK der britischen Derby Airways (der späteren British Midland Airways) (G-AMSW) im Anflug auf den Flughafen Perpignan in einer Höhe von 2200 Metern in den Mont Canigou geflogen, rund 40 Kilometer südwestlich des Zielflughafens. Durch diesen CFIT (Controlled flight into terrain) wurden alle 34 Insassen getötet, drei Besatzungsmitglieder und 31 Passagiere.[4]

- Am 11. September 1963 wurde eine Vickers Viking 1B der französischen Airnautic (F-BJER) auf dem Weg von London-Gatwick zum Flughafen Perpignan in den Berg Pic de la Roquette geflogen, fast 50 Kilometer südwestlich am Zielflughafen vorbei. Bei diesem CFIT (Controlled flight into terrain) wurden infolge dieses Navigationsfehlers alle 40 Insassen getötet, 4 Besatzungsmitglieder und 36 Passagiere. Dies war der folgenschwerste Unfall einer Vickers Viking.[5]

- Am 3. Juni 1967 kollidierte eine Douglas DC-4/C-54A der britischen Air Ferry (G-APYK) im Anflug auf den Flughafen Perpignan in knapp 1200 Meter Höhe mit dem Mont Canigou, rund 40 Kilometer südwestlich des Zielflughafens. Die vollbesetzte Maschine kam als Charterflug vom britischen Flughafen Manston. Alle 88 Menschen an Bord wurden getötet (5 Besatzungsmitglieder und 83 Passagiere). Es handelt sich um den Unfall einer DC-4 mit den meisten Todesopfern. Als beitragende Ursachen für den Orientierungsverlust der Piloten wurden eine Kohlenmonoxyd-Vergiftung sowie schlechte Sprachkenntnisse der Flugsicherung in Perpignan ermittelt.[6][7][8][9]

- Am 22. April 1985 wurde eine Douglas DC-6B der französischen Securité Civile (F-ZBAE) nördlich des Flughafens Perpignan während des Anflugs in dichtem Nebel gegen eine felsige Klippe geflogen. Bei diesem CFIT (Controlled flight into terrain) wurden alle 5 Insassen getötet, drei Besatzungsmitglieder und 2 Passagiere.[10]

- Am 27. November 2008 stürzte ein Airbus A320-232 im Anflug auf den Flughafen Perpignan ins Meer. Es handelte sich um einen Testflug, der durchgeführt wurde, bevor die von XL Airways Germany geleaste Maschine (D-AXLA) zurück an Air New Zealand gehen sollte, deren Bemalung sie seit einem Tag wieder trug. Als Unfallursache wurde ermittelt, dass die Piloten in etwa 3.000 (statt wie vorgeschrieben 10.000) Fuß Höhe einen Low-Speed Stall (Strömungsabriss) einleiteten, die vereisten Anstellwinkelsensoren widersprüchliche Daten lieferten und die deswegen automatisch erfolgte Umstellung auf Handbetrieb nicht hinreichend wahrgenommen und umgesetzt wurde. Alle sieben Menschen an Bord kamen ums Leben; zwei deutsche Piloten sowie ein Prüfer und vier Mitarbeiter der Air New Zealand (siehe auch XL-Airways-Germany-Flug 888T).